# Vardanducte
Vardanducte (em grego: Βαρδανδουκτ(η); romaniz.: Bardanduct(e); em armênio: Փառանձեմ; romaniz.: Vardanduḫt; fl. 378-385/386) foi uma nobre armênia, que através do matrimônio, tornou-se rainha consorte da Armênia no século IV. É conhecida como a esposa de Ársaces III (r. 378–389), que serviu como o último rei cliente romano da Armênia arsácida. Foi a filha do asparapetes (comandante-em-chefe) Manuel Mamicônio, um membro da rica, poderosa e pró-romana família Mamicônio e de mãe incerta; segundo Christian Settipani a esposa de Manuel chama-se Vardanois.
Em 378, com a morte de seu tio paterno Musel I, Manuel entra em guerra contra o então rei Varasdates (r. 374–378), que acaba sendo derrotado e expulso da Armênia. Seu pai assume a posição de regente e proclama Zarmanducte, a viúva do rei Papa (r. 370–374), como rainha reinante e seus filhos Ársaces III e Vologases III como governantes associados.
Com o fim da anarquia política no país, Manuel casou Ársaces III com Vardanduxtes e seu irmão com a filha dum membro da família Bagrátida. Vardanducte é mencionada pela última vez quando esteve, junto com Ársaces, no leito de morte de seu pai. Esse fato ocorreu em 385/386.